# Greystoke, la leyenda de Tarzán, el rey de los monos
Greystoke, la leyenda de Tarzán, el rey de los monos (título original: Greystoke: The Legend of Tarzan, Lord of the Apes) es una película de 1984 basada en la novela Tarzán de los monos, de Edgar Rice Burroughs. 
Fue nominada a tres Oscar: al mejor actor de reparto (Ralph Richardson, nominado a título póstumo), al mejor guion adaptado y al mejor maquillaje. No ganó ninguno.

## Argumento
En el siglo XIX, 1886, se produce un motín a bordo de un barco, y un matrimonio queda abandonado en la selva africana. La mujer está embarazada, y pronto da a luz a un niño. Poco después, un grupo de chimpancés corren por la cabaña que los padres han construido; éstos entran en pánico y mueren. Una hembra se hace cargo del bebé, en sustitución de su cría, que también ha muerto. 
20 años más tarde, el capitán belga Phillipe D'Arnot (Ian Holm), un explorador, descubre al hombre (Christopher Lambert), a quien confunde con un primate en un principio. Al ver su cabaña y sus utensilios, se da cuenta de que tiene que ser John Clayton, hijo único del conde de Greystoke (Ralph Richardson), y lo lleva consigo de regreso a la civilización. Allí, John conoce a Jane Porter (Andie MacDowell), su prima norteamericana, y se enamora de ella. El capitán Phillipe D'Arnot piensa que Jane y John congenian y podrían casarse.

## Producción
En 1974 el productor Stanley Jaffe anunció que Warner Bros haría una versión "seria" del personaje de Tarzan y que esperaba que el actor elegido no fuese solo "músculos". Se suponía que la película estaría lista para 1976.
"
No fue hasta casi diez años después, en los años 80, cuando el proyecto se retomó y el director Hugh Hudson (famoso por su debut Chariots of Fire) fue contratado.

### Rodaje
El film fue rodado en los siguientes lugares:

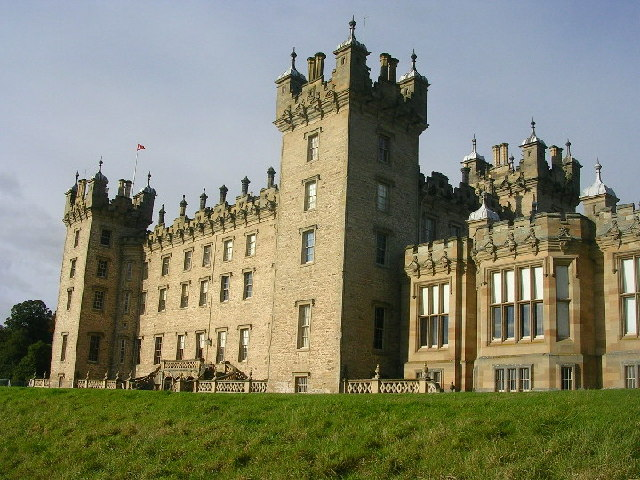
Floors Castle en Kelso
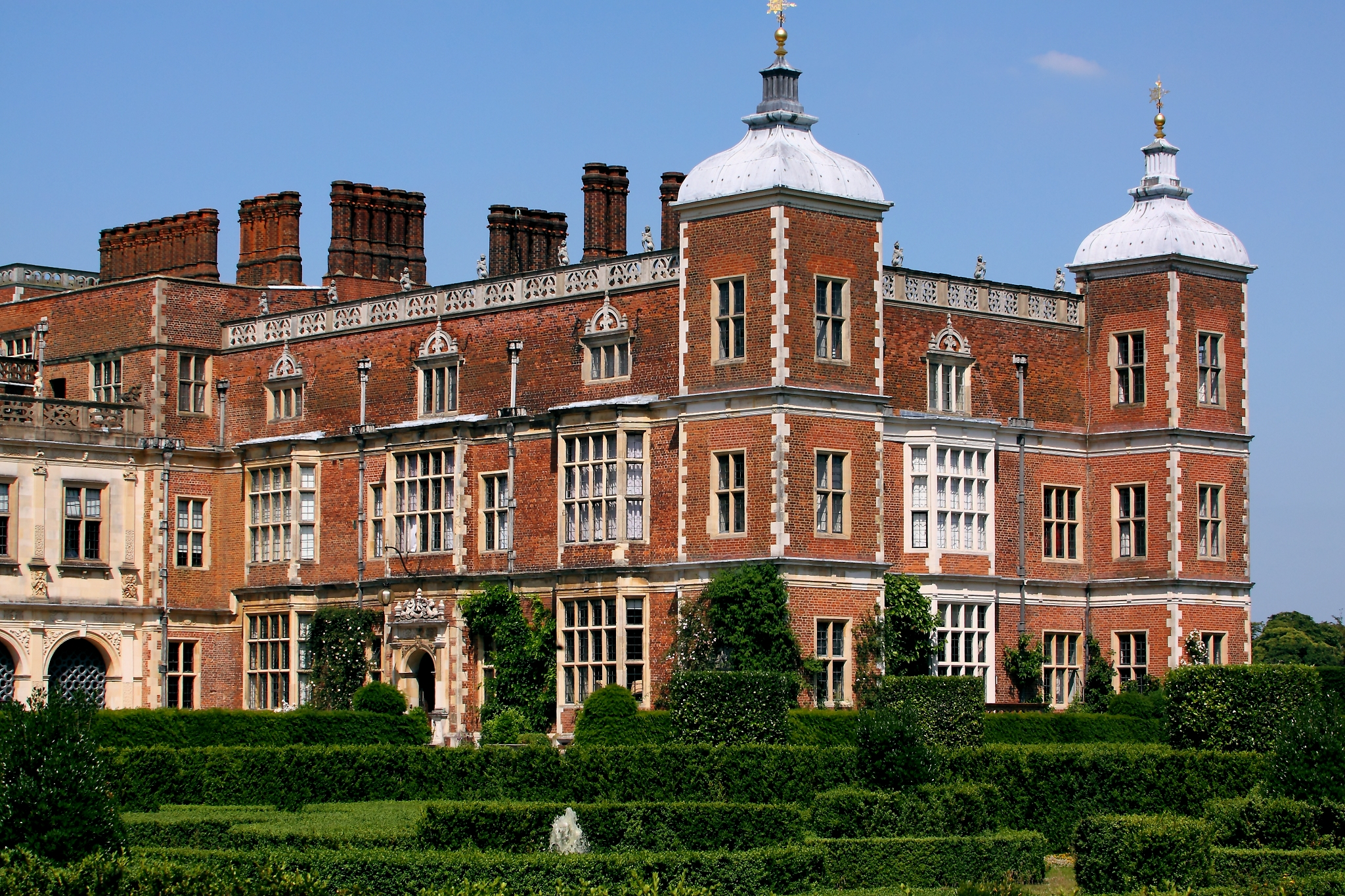
Hatfield House en Hertfordshire
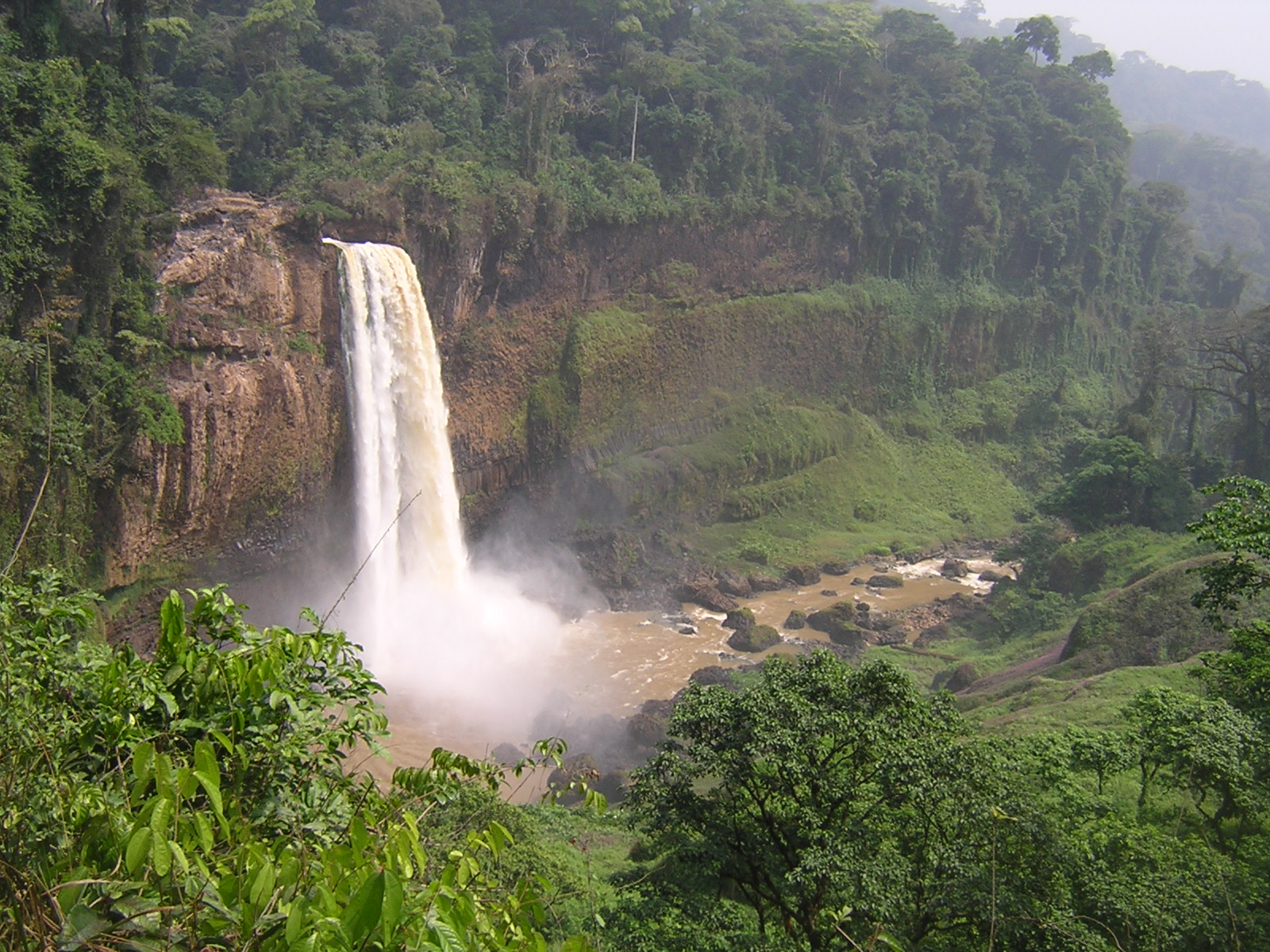
Cascadas de Ekom Nkam en el Parque nacional de Korup

## Recepción
La producción cinematográfica obtuvo un gran éxito en Europa.